# Псати
Псатѝ (на гръцки: Ψαθί) е село в Кипър, окръг Пафос. Според статистическата служба на Република Кипър през 2001 г. селото има 98 жители.
Намира се на 3 км западно от Агиос Димитрианос.